# سانائه میشیما
سانائه میشیما (ژاپنی: 三島 早苗) بازیکن فوتبال اهل ژاپن و عضو تیم ملی فوتبال ژاپن است که در تاریخ ۱۱ ژوئن ۱۹۸۱ میلادی اولین بازی ملی‌اش را انجام داد. او در ۲ بازی ملی حضور داشت و آخرین بازی ملی خود را در تاریخ ۹ سپتامبر ۱۹۸۱ میلادی انجام داد. سانائه میشیما در بازی‌های ملی‌اش
گلی به ثمر نرساند.